# Kojak Variety
Kojak Variety è un album discografico del cantautore inglese Elvis Costello, pubblicato nel 1995.
Si tratta di un disco di cover.

## Tracce
1. Strange (Screamin' Jay Hawkins) – 2:39
2. Hidden Charms (Willie Dixon) – 3:29
3. Remove This Doubt (Brian Holland, Lamont Dozier, Edward Holland Jr.) – 3:52
4. I Threw It All Away (Bob Dylan) – 3:23
5. Leave My Kitten Alone (Little Willie John, Titus Turner, James McDougal) – 3:10
6. Everybody's Crying Mercy (Mose Allison) – 4:05
7. I've Been Wrong Before (Randy Newman) – 3:01
8. Bama Lama Bama Loo (Richard Penniman) – 2:45
9. Must You Throw Dirt in My Face? (Bill Anderson) – 3:49
10. Pouring Water on a Drowning Man (Drew Baker, Dani McCormick) – 3:39
11. The Very Thought of You (Ray Noble) –  3:42
12. Payday (Jesse Winchester) – 2:57
13. Please Stay (Burt Bacharach, Bob Hilliard) – 4:49
14. Running Out of Fools (Richard Ahlert, Kay Rogers) – 3:04
15. Days (Ray Davies) – 4:54

## Formazione
- Elvis Costello - armonica, voce
- James Burton - chitarra acustica, chitarra elettrica
- Jim Keltner - batteria
- Larry Knechtel - organo hammond, piano
- Marc Ribot - banjo, chitarre, corni
- Jerry Scheff - basso
- Pete Thomas - batteria